# Loh Wei Sheng
Loh Wei Sheng (* 27. Juli 1992) ist ein malaysischer Badmintonspieler. 

## Karriere
Loh Wei Sheng gewann bei der Junioren-Badmintonasienmeisterschaft 2010 Silber im Einzel und Silber mit dem malaysischen Team, wodurch er sich für die Juniorenweltmeisterschaften und die Olympischen Jugend-Sommerspiele des gleichen Jahres qualifizieren konnte. Bereits 2008 war er bei den Commonwealth Youth Games gestartet. Es folgten 2012 Starts bei den Grand-Prix-Turnieren in Vietnam und Macau sowie 2013 in Deutschland.